# Urteta
Urteta es una entidad de población española del municipio de Zarauz, perteneciente a la provincia de Guipúzcoa, en la comunidad autónoma del País Vasco.

## Demografía
En 2023, la entidad singular de población de Urteta tenía empadronados 73 habitantes, todos ellos en diseminado.

## Patrimonio
Hay en el lugar una ermita de San Sebastián.